# Ginásio Clube Figueirense
O Ginásio Clube Figueirense ComC • MHM é um clube desportivo português, com sede na Figueira da Foz pertencente ao distrito de Coimbra.

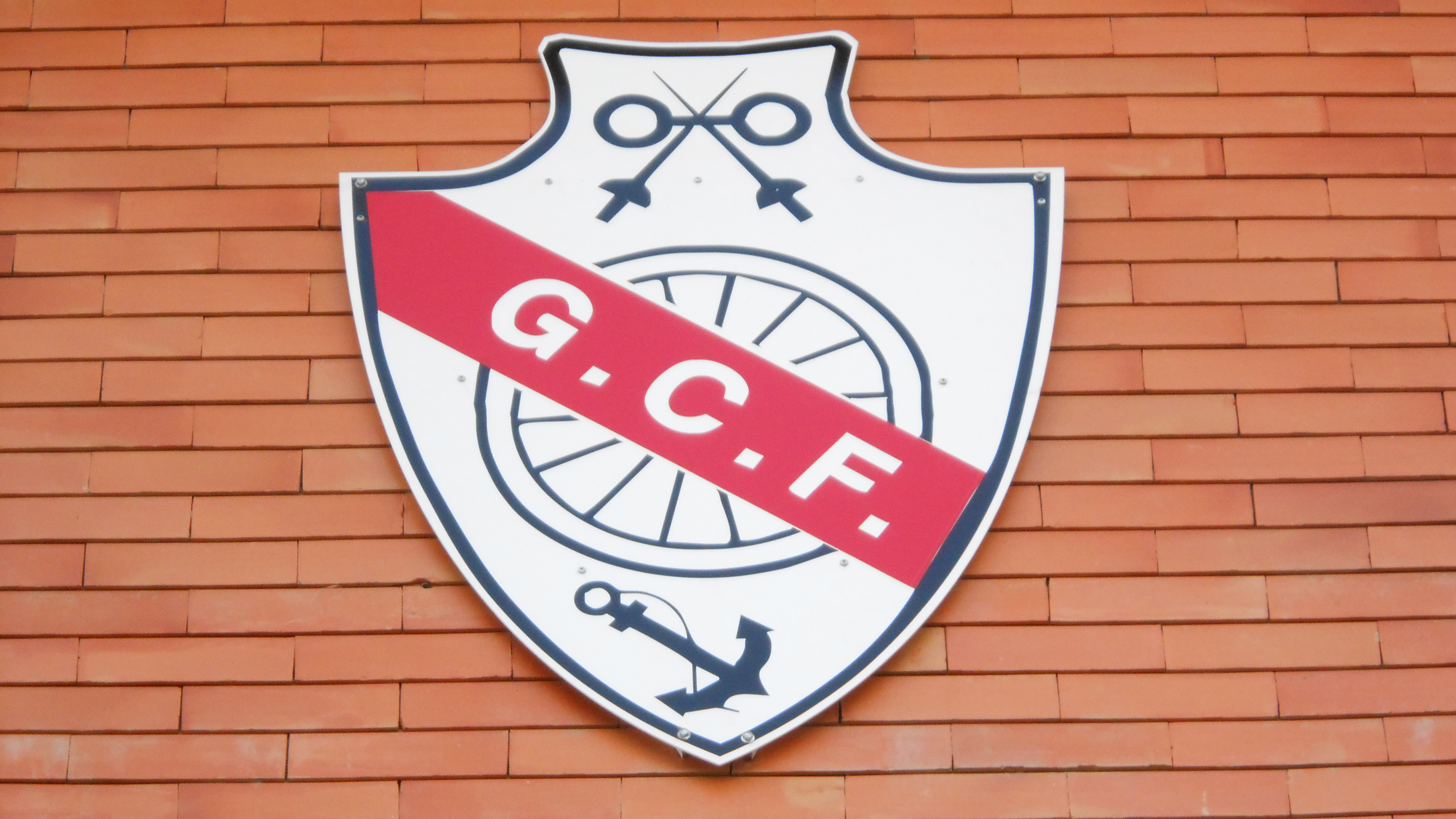
Emblema do Clube

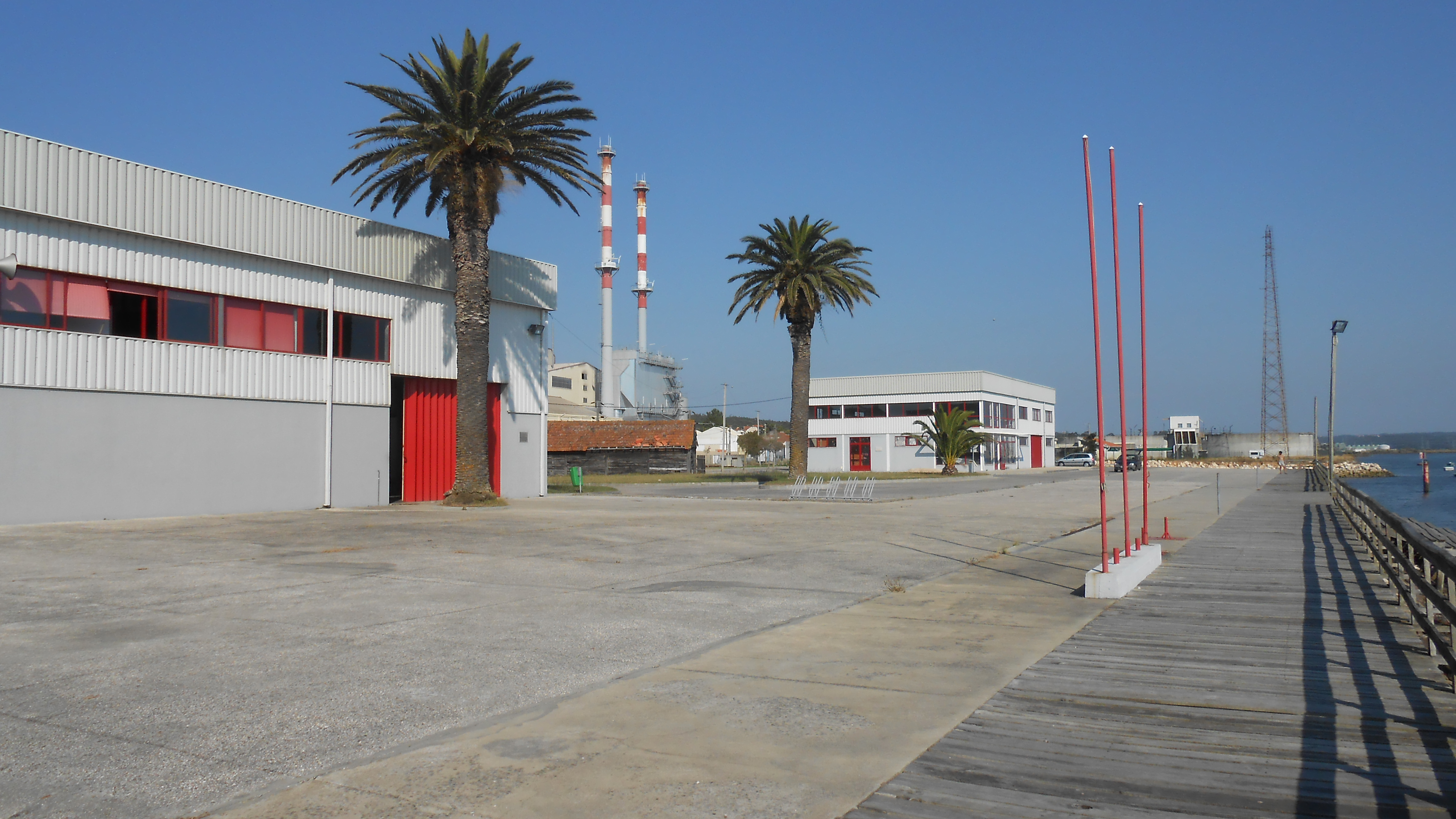
O centro náutico do clube na Fontela, Freguesia Vila Verde

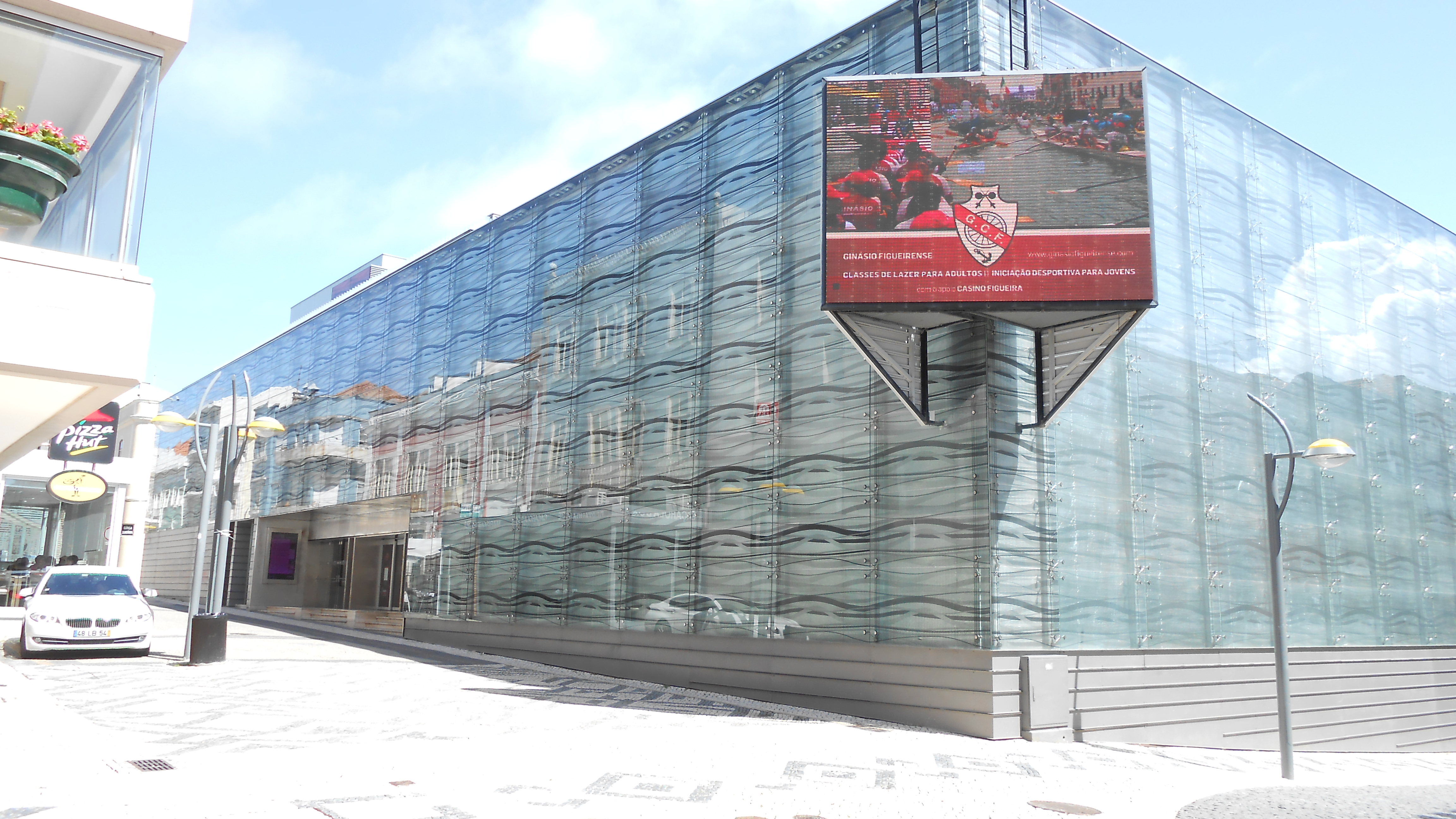
Anúncio do Ginásio Clube no Casino da Figueira da Foz

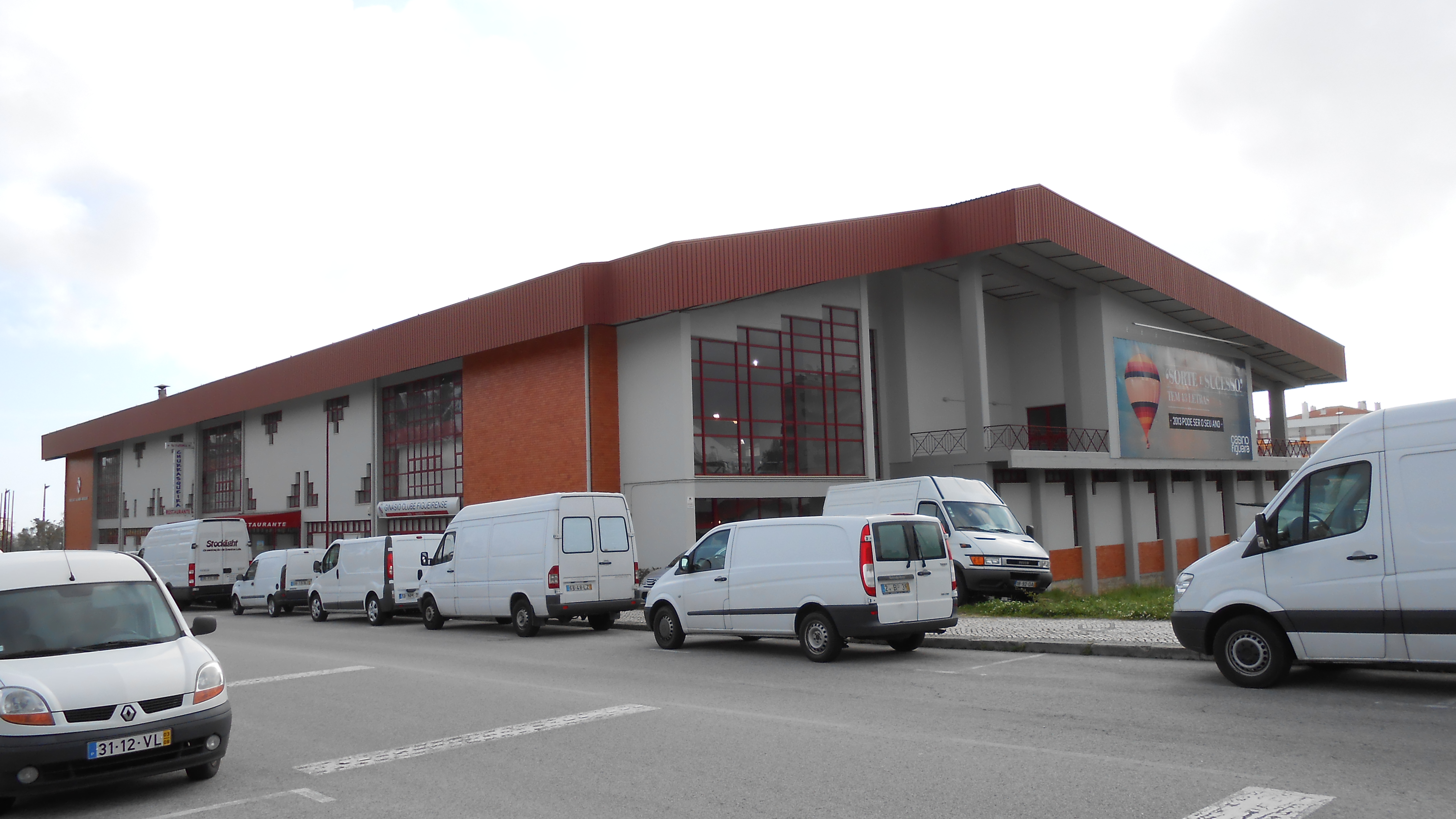
Pavilhão Galamba Marques

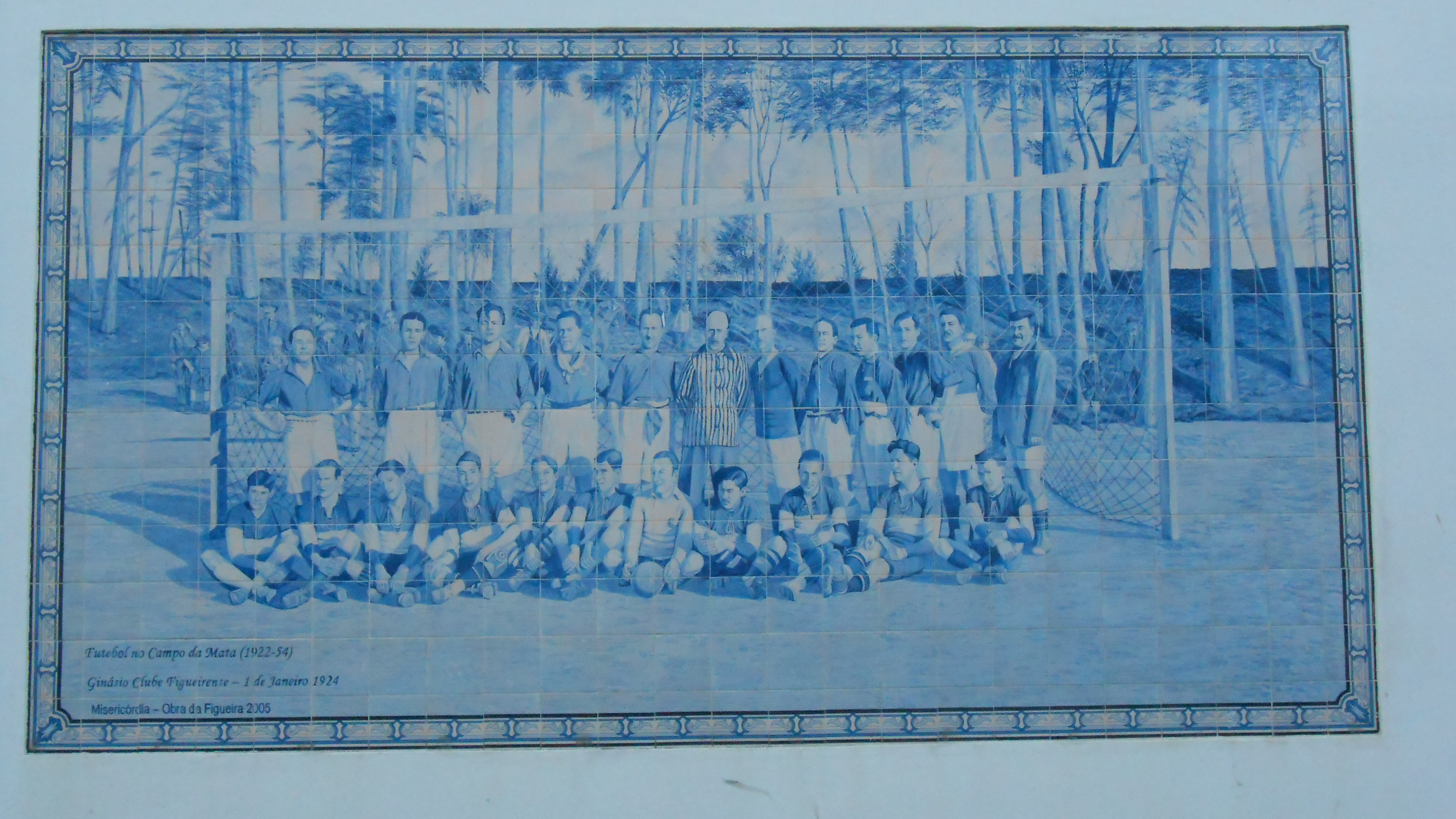
Painel de azulejos da equipa de futebol do clube em 1924

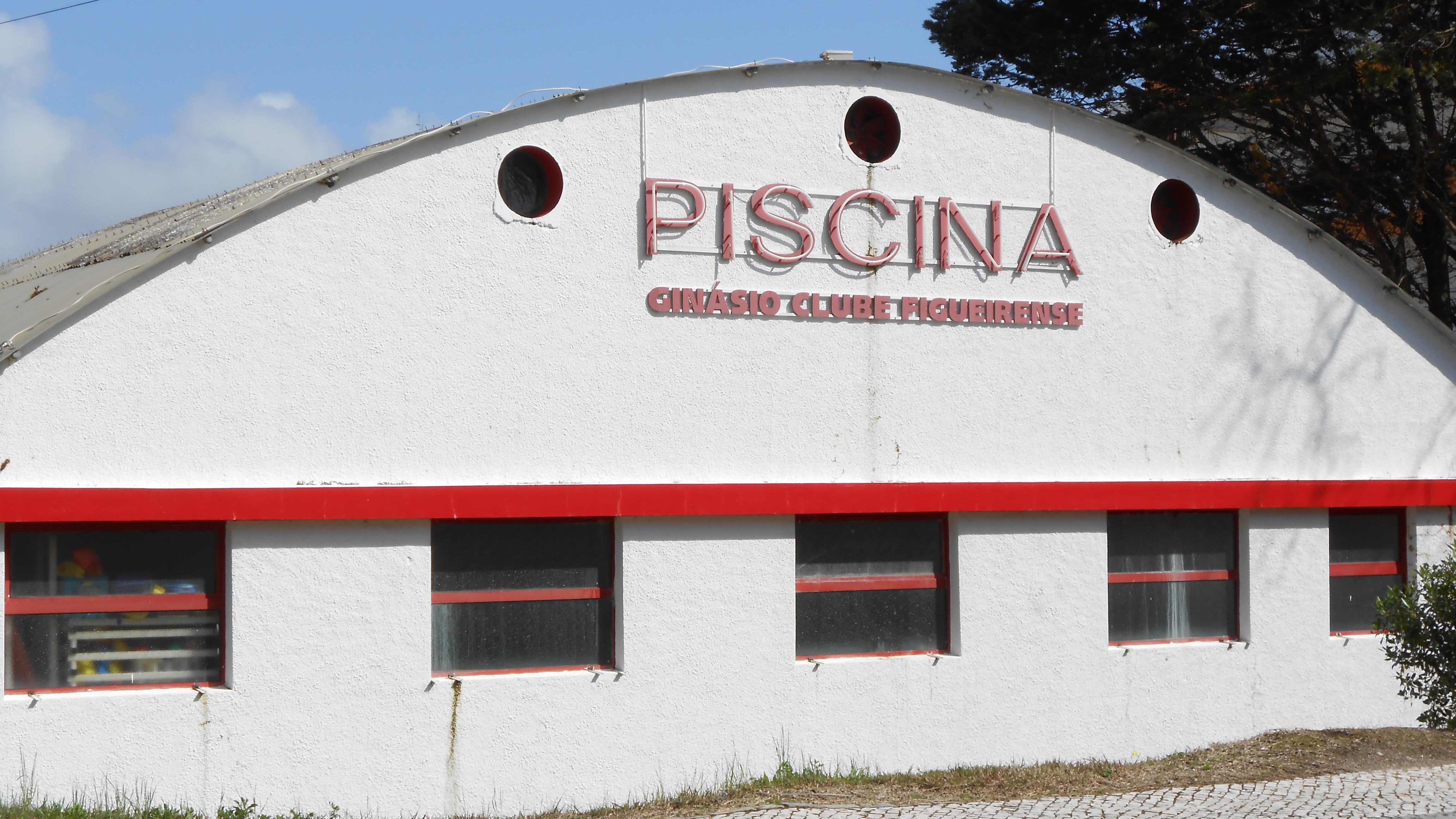
A piscina do clube

## História
Fundado em 1 de Janeiro de 1895, é presentemente o sexto clube mais antigo de Portugal.
Os primeiros anos do clube ficaram marcados pelas vitórias internacionais do ciclista José Bento Pessoa, recordista mundial de velocidade (Madrid e Genebra, 1897). Ainda em  neste ano sagrou-se como primeiro campeão de Espanha de fundo (100 km de Ávila), pois à época ainda não existia Federação em Portugal, estando os ciclistas portugueses filiados na União Velocipédica Espanhola.
Ao longo da sua centenária existência, o clube acolheu e fomentou a prática de 40 modalidades desportivas, conquistou títulos mundiais e europeus em Halterofilismo e Kickboxing, centenas de títulos nacionais em 12 desportos diferentes (com destaque para o basquetebol e natação), tendo muitos dos seus atletas representado Portugal em competições internacionais.
A 30 de Dezembro de 1944 foi feito Comendador da Ordem Militar de Cristo.
Considerado um clube estável e bem organizado – em 1998 venceu o Concurso oficial do Instituto do Desporto de Portugal (atual Instituto do Desporto e Juventude) para premiar o melhor clube do Distrito de Coimbra – possui presentemente (2014/15) 1061 praticantes de doze diferentes modalidades, com relevo para o Basquetebol, Remo, Natação, Halterofilismo, entre outras.
Dispõe de excelentes instalações próprias, que construiu após ter renunciado à prática de Futebol, no início dos anos 70. São eles o Pavilhão Gimnodesportivo, Centro Náutico e Piscina.
A 9 de Junho de 1995 foi feito Membro-Honorário da Ordem do Mérito.
Na época de 2013/14 regressou à prática de Futebol de Formação, através de uma Parceria com a Meo Kids Academia 94.